# Establo Azumazeki

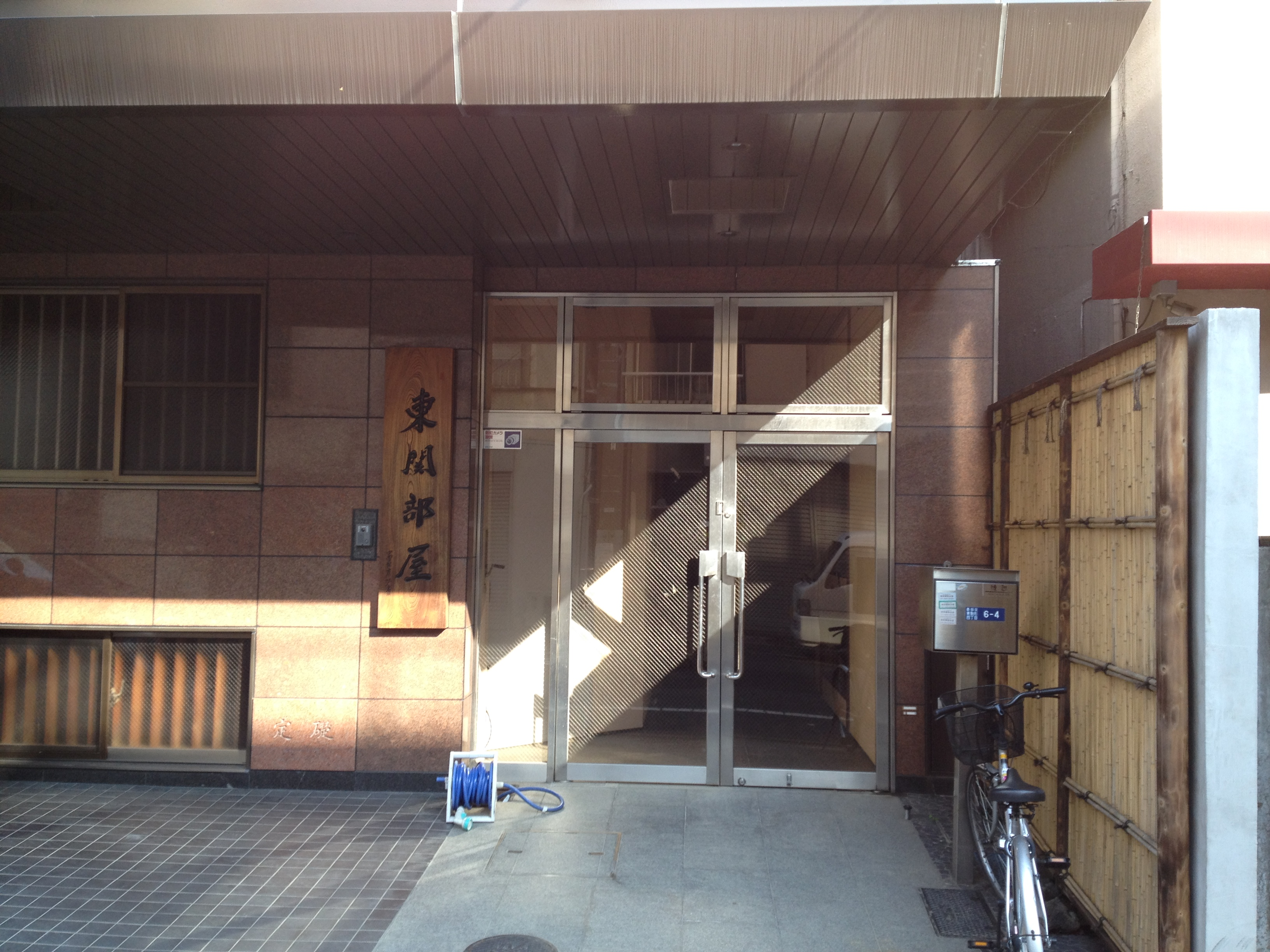
Entrada principal de las instalaciones originales del Establo Azumazeki

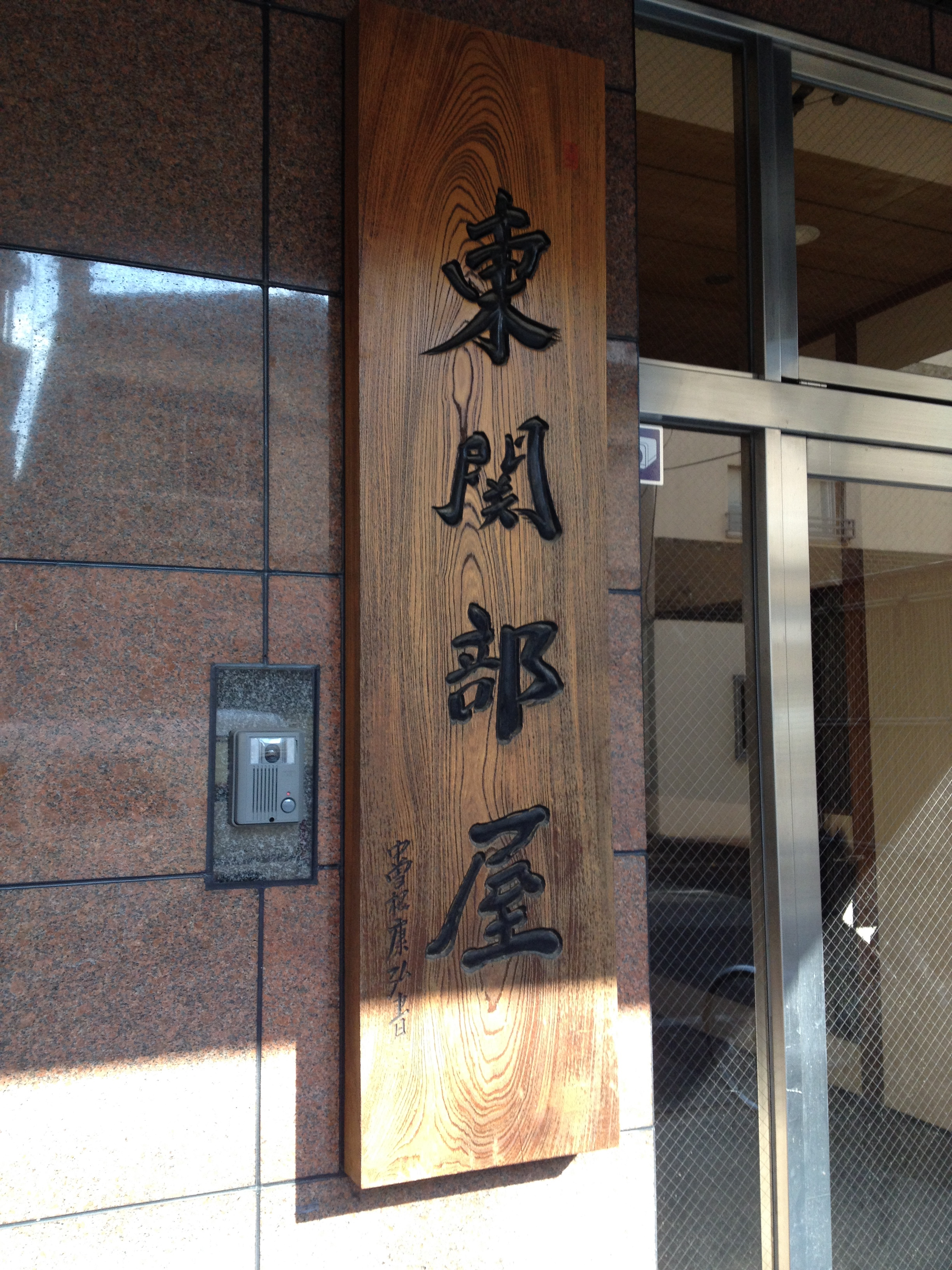
Placa de madera con el nombre del Establo Azumazeki

El Establo Azumazeki (東関部屋, Azumazeki-beya) fue un establo de entrenamiento de sumo profesional. El recinto formó parte del ichimon Takasago. Fue fundado en febrero de 1986 por el ex sekiwake hawaiano Takamiyama tras independizarse del establo Takasago. El establo Azumazeki fue el primero en ser liderado por un maestro de sumo extranjero. El primer sekitori producido por Azumazeki fue Akebono, también de Hawái, en 1990, y el cual luego se convirtió en el sexagésimo cuarto (64°) yokozuna. En total, nueve luchadores extranjeros pertenecieron al establo: siete de los Estados Unidos, uno de Gran Bretaña y uno de China (Kosei), el cual se retiró en enero de 2017. El primer sekitori japonés producido por el establo fue Takamisakari. Para enero de 2021, el establo poseía siete luchadores.
El fundador y maestro del establo, Takamiyama, alcanzó la edad de retiro obligatoria a los 65 años en junio de 2009, siendo sucedido en su cargo por el ex maegashira Ushiomaru el cual había anunciado su retiro como luchador activo tras el torneo de mayo de ese año. En 2012, el establo absorbió al antiguo establo Nakamura cuando el excompañero de Takamiyama, Fujizakura, se retiró como maestro a los 65 años también.
En febrero de 2018, el establo fue mudado del barrio especial de Sumida a una instalación mas espaciosa en el distrito de Shibamata, barrio especial de Katsushika. La inauguración del nuevo recinto fue celebrada en el Ryōgoku Kokugikan con alrededor de 500 invitados del mundo del sumo. La mudanza fue incentivada por el barrio especial de Katsushika como una medida para incrementar el turismo en la zona.
El maestro Azumazeki (Ushiomaru) falleció en diciembre de 2019 a los 41 años, y tras el torneo de enero de 2020, el ex komusubi Takamisakari asumió el control del establo. Sin embargo, esto solo ocurrió de manera provisional durante un año hasta que la Asociación Japonesa de Sumo anunció el cierre oficial del establo el 1 de abril de 2021 al no haber un sucesor permanente de Ushiomaru. Todo el personal de Azumazeki fue transferido al establo Hakkaku.
Las últimas instalaciones utilizadas por el establo fueron luego ocupadas por el establo Futagoyama. Las instalaciones originales utilizadas antes de 2018 aun existen, y fue allí donde se llevó a cabo la ceremonia de retiro de Kaonishiki en mayo de 2021. Desde 2022 a 2024, estas fueron ocupadas por el establo Miyagino.

## Nombres de ring
Algunos luchadores de este establo solían adoptar nombres de ring o shikona con el prefijo "Takami" (高見), significando alto y vista, y extraído de los dos primeros caracteres del nombre del maestro y fundador del establo, el el ex sekiwake hawaiano Takamiyama. Ejemplos incluyen a Takamisato y Takamiryū.

## Dueños
- 2019–2021: El décimo cuarto (14°) Azumazeki Daigorō (iin, ex komusubi Takamisakari)
- 2009–2019: El décimo tercer (13°) Azumazeki Daigorō (ex maegashira Ushiomaru)
- 1986–2009: El décimo segundo (12°) Azumazeki Daigorō (ex sekiwake Takamiyama)

## Exluchadores destacados

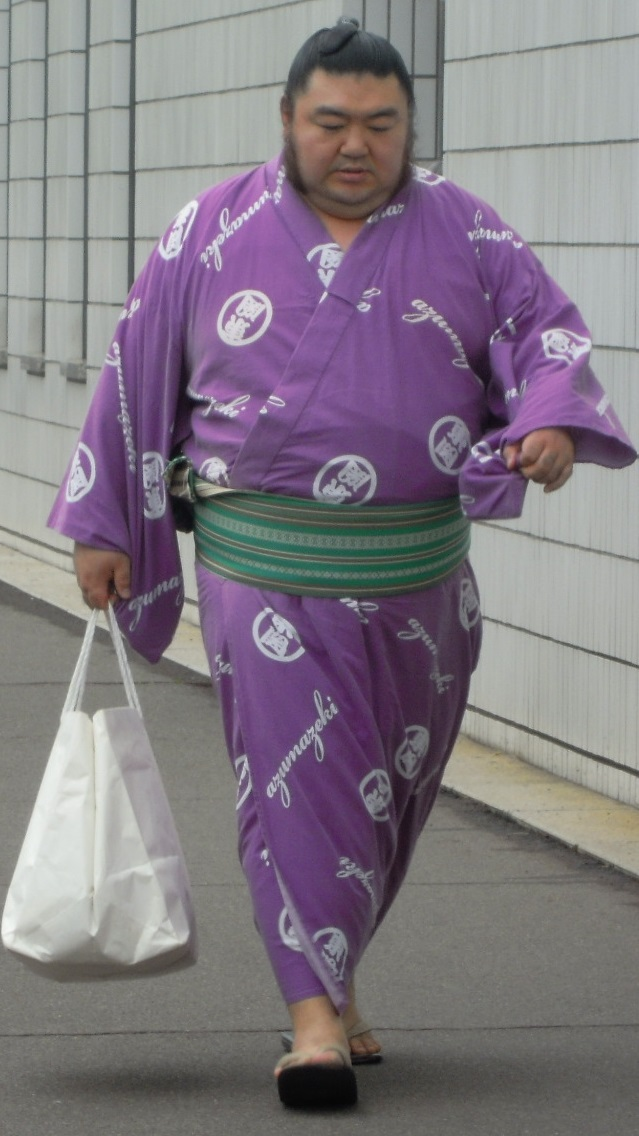
Kaōnishiki fue el único luchador en el establo con experiencia como sekitori al momento de su cierre en 2021, y el último luchador en ser reclutado por Takamiyama

- Akebono (el sexagésimo cuarto (64°) yokozuna)
- Takamisakari (ex komusubi)
- Takamishū (ex makushita)
- Ushiomaru (ex maegashira)
- Daiki (ex jūryō)
- Kaōnishiki[ja] (mejor rango: jūryō)
- Naniwa (ex sandanme)
- Hidenokuni (ex jonidan)

## Gyōji
- Kimura Yōnosuke (makuuchi gyōji, de nombre real: Masashi Okuno)

## Yobidashi
- Daikichi (makuuchi yobidashi, de nombre real: Yūji Ōba)

## Tokoyama
- Tokokei (tokoyama de tercera clase)

## Ubicación y acceso
- 2018–2021: 2-10-13 Shibamata, barrio especial de Katsushika, prefectura de Tokio 125-0052
- 1986–2018: Higashi Komagata 4-6-4, barrio especial de Sumida, Tokio

A 3 minutos caminando desde la Estación Honjo-Azumabashi (Línea Toei Asakusa)